# Tüllenbeil
Das Tüllenbeil ist eine Beilform aus Bronze oder Eisen, die sich aus den Lappenbeilen und Absatzbeilen der frühen und mittleren Bronzezeit entwickelt hat und bis in die Eisenzeit Verwendung fand.

## Schäftung
Die Schäftung von Tüllenbeilen erfolgte mittels Knieholz. Viele bronzezeitliche Tüllenbeile besitzen zudem eine mitgegossene Öse, welche wohl zur Befestigung des Beils am Schaft diente. Auch bei den zuvor gebräuchlichen Absatz- und Lappenbeilen finden sich bereits derartige Ösen.

## Geschichte und Entwicklung
Erste Exemplare finden sich ab der mittleren Bronzezeit neben anderen Beilformen. Während der späten Bronzezeit finden sie dann fast ausschließlich Verwendung. Ihr weites Verbreitungsgebiet hat seinen Schwerpunkt in Mittel- und Nordeuropa. Die bronzenen Beile sind oft im Guss verziert. Die Zierelemente reichen von einfachen, geraden Linien über gebogene Linien, pfeilförmige und rautenförmige Muster bis hin zu komplexeren Zierformen. Eine Zuordnung von bestimmten Zierformen zu einem Gebiet ist jedoch nicht möglich. Gründe dafür könnten in einem weit verzweigten Handel sowie in einer standardisierten Herstellung liegen.
Zu Beginn der Eisenverarbeitung finden sich noch keine Tüllenbeile aus Eisen, sondern Beile aus Bronze fanden noch in der frühen Eisenzeit Verwendung. Erste Beile aus Eisen sind Flachbeile in Form der sogenannten Ärmchenbeile. Erst in der späten Hallstattzeit bis frühen Latènezeit treten dann auch geschmiedete Tüllenbeile aus Eisen auf.
Bei den Funden des Mittelalters, die den latènezeitlichen Tüllenbeilen ähnlich sehen, handelt es sich teilweise um Hacken zur Feldarbeit. Sie unterscheiden sich von den latènezeitlichen Funden durch ihre runde Tülle. Die latènezeitlichen Beile besitzen fast ausnahmslos eine eckige Tülle.
Für die späte Latènezeit wurden allerdings vereinzelt auch Tüllenbeile mit runder Tülle nachgewiesenen.